# Puntate di Melevisione (prima stagione)
La prima stagione di Melevisione venne trasmessa su Rai 3 nel 1999 ed è composta da 103 puntate di cui 98 regolari e 5 speciali.

## Cast
| Personaggio      | Interprete                 |
| ---------------- | -------------------------- |
| Tonio Cartonio   | Danilo Bertazzi            |
| Gnomo Lampo      | Lorenzo Fontana            |
| Gnoma Linfa      | Olivia Manescalchi         |
| Gnomo Ronfo      | Giancarlo Judica Cordiglia |
| Strega Rosarospa | Tatiana Lepore             |
| Fata Gaia        | Simona Grosso              |
| Orco Bruno       | Massimo Bitossi            |
| Lupo Fosco       | Fabio Farronato            |
| Radio Gufo       | Guido Ruffa                |

## Episodi
Gli episodi evidenziati in giallo sono stati inclusi ne I Classici della Melevisione.
| Nº  | Nº | Titolo                       | Prima TV         | Personaggi presenti                                                                                        | Sceneggiatura   | Tema                  | Canzone                        |
| --- | -- | ---------------------------- | ---------------- | --- | --------------- | --------------------- | ------------------------------ |
| 1   | 1  | Con la carta si può!         | 18 gennaio 1999  | Tonio Cartonio, Gnomo Lampo, Gnoma Linfa, Gnomo Ronfo, Strega Rosarospa, Fata Gaia, Orco Bruno             | Mela Cecchi     | La carta              | "Con la carta si può"          |
| 2   | 2  | Lo prendo l'ombrello?        | 19 gennaio 1999  | Tonio Cartonio, Strega Rosarospa, Fata Gaia                                                                | Mela Cecchi     | La pioggia            |                                |
| 3   | 3  | Facciamo paura?              | 20 gennaio 1999  | Tonio Cartonio, Strega Rosarospa, Orco Bruno                                                               | Mela Cecchi     | La paura              | "Piccoli brividi"              |
| 4   | 4  | Becca-Lecca                  | 21 gennaio 1999  | Tonio Cartonio, Orco Bruno, Fata Gaia                                                                      | Bruno Tognolini | I lecca-lecca         |                                |
| 5   | 5  | Tipiditappi                  | 22 gennaio 1999  | Tonio Cartonio, Gnomo Lampo, Gnomo Ronfo, Gnoma Linfa                                                      | Bruno Tognolini | Il sughero            | "Tipiditappi"                  |
| 6   | 6  | Disegni animati              | 25 gennaio 1999  | Tonio Cartonio, Strega Rosarospa, Orco Bruno                                                               | Bruno Tognolini | I disegni             |                                |
| 7   | 7  | Tutto in un minuto           | 26 gennaio 1999  | Tonio Cartonio, Gnomo Lampo, Gnoma Linfa, Gnomo Ronfo                                                      | Mela Cecchi     | Il tempo              |                                |
| 8   | 8  | Il Treno di Laggiù           | 27 gennaio 1999  | Tonio Cartonio, Gnomo Lampo, Gnoma Linfa, Gnomo Ronfo                                                      | Mela Cecchi     | Il treno              | "Il treno di Laggiù"           |
| 9   | 9  | La gemma caramella           | 28 gennaio 1999  | Tonio Cartonio, Orco Bruno, Fata Gaia                                                                      | Bruno Tognolini | Le caramelle          |                                |
| 10  | 10 | Orco Bianco                  | 29 gennaio 1999  | Tonio Cartonio, Orco Bruno, Strega Rosarospa                                                               | Bruno Tognolini | Il freddo             | "Solo sole"                    |
| 11  | 11 | Il Salucchero                | 1º febbraio 1999 | Tonio Cartonio, Strega Rosarospa, Fata Gaia                                                                | Mela Cecchi     | Sale e zucchero       |                                |
| 12  | 12 | Il rospo da guardia          | 2 febbraio 1999  | Tonio Cartonio, Strega Rosarospa, Orco Bruno                                                               | Mela Cecchi     | Rane e rospi          |                                |
| 13  | 13 | Occhio agli occhi            | 4 febbraio 1999  | Tonio Cartonio, Orco Bruno, Gnomo Lampo, Gnoma Linfa, Gnomo Ronfo                                          | Mela Cecchi     | Gli occhi             |                                |
| 14  | 14 | Abiti da Uomini              | 5 febbraio 1999  | Tonio Cartonio, Gnoma Linfa, Gnomo Lampo, Gnomo Ronfo                                                      | Bruno Tognolini | Gli abiti             | Rap dei vestiti                |
| 15  | 15 | Luna Gnoma                   | 8 febbraio 1999  | Tonio Cartonio, Gnoma Linfa, Gnomo Ronfo, Gnomo Lampo                                                      | Bruno Tognolini | La luna               | "Scricchiola paura"            |
| 16  | 16 | C'era una volta un re        | 9 febbraio 1999  | Tonio Cartonio, Gnomo Lampo, Gnomo Ronfo, Gnoma Linfa                                                      | Mela Cecchi     | Il Re                 |                                |
| 17  | 17 | L'uovo di orco               | 10 febbraio 1999 | Tonio Cartonio, Orco Bruno, Fata Gaia                                                                      | Bruno Tognolini | Le uova               |                                |
| 18  | 18 | Melevisione cresci!          | 11 febbraio 1999 | Tonio Cartonio, Gnomo Lampo, Gnomo Ronfo, Gnoma Linfa                                                      | Bruno Tognolini | La Melevisione        | "Melevisione cresci"           |
| 19  | 19 | Latte di Balena              | 12 febbraio 1999 | Tonio Cartonio, Strega Rosarospa, Orco Bruno                                                               | Mela Cecchi     | Il latte              | "Piccoli brividi" (Bis)        |
| 20  | 20 | La buffa abbuffata           | 23 febbraio 1999 | Tonio Cartonio, Orco Bruno, Fata Gaia                                                                      | Bruno Tognolini | Mangiare              |                                |
| 21  | 21 | Tonio Chips                  | 16 febbraio 1999 | Tonio Cartonio, Orco Bruno, Fata Gaia                                                                      | Mela Cecchi     | La patata             |                                |
| 22  | 22 | Scivola Favolizia!           | 19 febbraio 1999 | Tonio Cartonio, Strega Rosarospa, Orco Bruno                                                               | Bruno Tognolini | Bibite fatate         |                                |
| 23  | 23 | La Pentola dell'Euro d'oro   | 17 febbraio 1999 | Tonio Cartonio, Gnomo Lampo, Gnoma Linfa, Gnomo Ronfo                                                      | Bruno Tognolini | I soldi               |                                |
| 24  | 24 | Aiuto, c'è un ragno!         | 15 febbraio 1999 | Tonio Cartonio, Strega Rosarospa, Fata Gaia                                                                | Bruno Tognolini | I ragni               | "C'è un ragno"                 |
| 25  | 25 | Il ritratto incantato        | 22 febbraio 1999 | Tonio Cartonio, Strega Rosarospa, Orco Bruno                                                               | Mela Cecchi     | Il ritratto           |                                |
| 26  | 26 | Il cielo in maschera         | 23 febbraio 1999 | Tonio Cartonio, Gnoma Linfa, Gnomo Lampo, Gnomo Ronfo                                                      | Mela Cecchi     | I travestimenti       | "Travestimenti"                |
| 27  | 27 | Le mani indovine             | 25 febbraio 1999 | Tonio Cartonio, Gnoma Linfa, Gnomo Lampo, Gnomo Ronfo                                                      | Mela Cecchi     | Le mani               |                                |
| 28  | 28 | Pesce d'acquolina dolce      | 26 febbraio 1999 | Tonio Cartonio, Gnomo Lampo, Gnomo Ronfo, Gnoma Linfa                                                      | Bruno Tognolini | I pesci               |                                |
| 29  | 29 | Alidoro se ne va             | 1 marzo 1999     | Tonio Cartonio, Fata Gaia, Orco Bruno                                                                      | Mela Cecchi     | Le ali                |                                |
| 30  | 30 | Il vento Baruffo             | 2 marzo 1999     | Tonio Cartonio, Strega Rosarospa, Fata Gaia                                                                | Bruno Tognolini | Litigare              | "Io son più bella di te"       |
| 31  | 31 | Faccia di tutto              | 3 marzo 1999     | Tonio Cartonio, Strega Rosarospa, Orco Bruno                                                               | Bruno Tognolini | La faccia             |                                |
| 32  | 32 | Drago Focus                  | 4 marzo 1999     | Tonio Cartonio, Strega Rosarospa, Fata Gaia                                                                | Mela Cecchi     | Il drago              | "C'era una volta               |
| 33  | 33 | Fai per gioco o per finta?   | 5 marzo 1999     | Tonio Cartonio, Gnoma Linfa, Gnomo Lampo, Gnomo Ronfo                                                      | Bruno Tognolini | Giocare               | "Gioca gioca con me"           |
| 34  | 34 | La pallinite                 | 8 marzo 1999     | Tonio Cartonio, Strega Rosarospa, Fata Gaia                                                                | Mela Cecchi     | Le malattie           | "La pallinite"                 |
| 35  | 35 | Canzone per Pollicino        | 9 marzo 1999     | Tonio Cartonio, Orco Bruno, Gnoma Linfa, Gnomo Lampo, Gnomo Ronfo                                          | Mela Cecchi     | La musica             | "Passi nel bosco"              |
| 36  | 36 | Il giornale del giorno       | 10 marzo 1999    | Tonio Cartonio, Gnoma Linfa, Gnomo Ronfo, Gnomo Lampo                                                      | Mela Cecchi     | Il giornale           |                                |
| 37  | 37 | Chi c'è c'è                  | 11 marzo 1999    | Tonio Cartonio, Orco Bruno, Lupo Fosco                                                                     | Bruno Tognolini | I confini             |                                |
| 38  | 38 | Letto volante                | 12 marzo 1999    | Tonio Cartonio, Gnomo Lampo, Gnomo Ronfo, Gnoma Linfa, Fata Gaia                                           | Bruno Tognolini | Il letto              | "Il letto volante"             |
| 39  | 39 | La festa delle streghe       | 15 marzo 1999    | Tonio Cartonio, Strega Rosarospa, Orco Bruno                                                               | Mela Cecchi     | Le streghe            | "Con la carta si può" (BIS)    |
| 40  | 40 | Fame da lupi                 | 16 marzo 1999    | Tonio Cartonio, Lupo Fosco, Gnoma Linfa, Gnomo Ronfo, Gnomo Lampo                                          | Mela Cecchi     | Lo stomaco            | "Fame da Lupi"                 |
| 41  | 41 | Tanto va Orco Bruno al miele | 17 marzo 1999    | Tonio Cartonio, Orco Bruno, Fata Gaia                                                                      | Bruno Tognolini | Le api                |                                |
| 42  | 42 | Il numero vincente           | 18 marzo 1999    | Tonio Cartonio, Strega Rosarospa, Gnoma Linfa, Gnomo Lampo, Gnomo Ronfo                                    | Mela Cecchi     | I numeri              |                                |
| 43  | 43 | Tiro al guinzaglio           | 19 marzo 1999    | Tonio Cartonio, Strega Rosarospa, Lupo Fosco                                                               | Bruno Tognolini | Selvaggio/domestico   |                                |
| 44  | 44 | Animali in pericolo          | 22 marzo 1999    | Tonio Cartonio, Lupo Fosco, Fata Gaia                                                                      | Mela Cecchi     | Animali in estinzione |                                |
| 45  | 45 | Scarpe da volo               | 24 marzo 1999    | Tonio Cartonio, Fata Gaia, Strega Rosarospa                                                                | Bruno Tognolini | Le scarpe             | "Tipiditacchi"                 |
| 46  | 46 | Città Quaggiù                | 25 marzo 1999    | Tonio Cartonio, Orco Bruno, Gnomo Lampo, Gnomo Ronfo, Gnoma Linfa                                          | Bruno Tognolini | La città              |                                |
| 47  | 47 | Due soli                     | 26 marzo 1999    | Tonio Cartonio, Strega Rosarospa, Lupo Fosco                                                               | Bruno Tognolini | Soli/Insieme          |                                |
| 48  | 48 | Un fantasma al castello      | 29 marzo 1999    | Tonio Cartonio, Fata Gaia, Gnomo Lampo, Gnomo Ronfo, Gnoma Linfa                                           | Mela Cecchi     | Il castello           |                                |
| 49  | 49 | L'albero dei nonni           | 30 marzo 1999    | Tonio Cartonio, Orco Bruno, Strega Rosarospa                                                               | Mela Cecchi     | Gli antenati          |                                |
| 50  | 50 | I tre gnomettini             | 31 marzo 1999    | Tonio Cartonio, Gnomo Lampo, Gnomo Ronfo, Gnoma Linfa, Lupo Fosco                                          | Bruno Tognolini | Le porte              |                                |
| 51  | 51 | Il messaggio nella bottiglia | 1 aprile 1999    | Tonio Cartonio, Orco Bruno, Fata Gaia                                                                      | Mela Cecchi     | Il vetro              |                                |
| 52  | 52 | A denti stretti              | 5 aprile 1999    | Tonio Cartonio, Lupo Fosco, Fata Gaia                                                                      | Mela Cecchi     | I denti               |                                |
| 53  | 53 | Strega comanda colori        | 6 aprile 1999    | Tonio Cartonio, Strega Rosarospa, Gnomo Lampo, Gnomo Ronfo, Gnoma Linfa                                    | Bruno Tognolini | Tutti i colori        | "Strega comanda colore"        |
| 54  | 54 | Questo bumbo a chi lo do?    | 7 aprile 1999    | Tonio Cartonio, Lupo Fosco, Orco Bruno                                                                     | Bruno Tognolini | I bambini             | "Lo so io come sono i bambini" |
| 55  | 55 | Guerra e pace                | 8 aprile 1999    | Tonio Cartonio, Strega Rosarospa, Fata Gaia                                                                | Mela Cecchi     | La gentilezza         | "Guerra e pace"                |
| 56  | 56 | Teatro in fiaba              | 9 aprile 1999    | Tonio Cartonio, Gnomo Lampo, Gnomo Ronfo, Gnoma Linfa                                                      | Bruno Tognolini | Il teatro             |                                |
| 57  | 57 | L'acqua rubata               | 12 aprile 1999   | Tonio Cartonio, Fata Gaia, Orco Bruno                                                                      | Mela Cecchi     | L'acqua               |                                |
| 58  | 58 | Chi ride prima               | 13 aprile 1999   | Tonio Cartonio, Strega Rosarospa, Fata Gaia                                                                | Bruno Tognolini | La risata             | "Canzone risata"               |
| 59  | 59 | Circo Cartonio               | 14 aprile 1999   | Tonio Cartonio, Orco Bruno, Gnomo Lampo, Gnomo Ronfo, Gnoma Linfa                                          | Mela Cecchi     | Il circo              |                                |
| 60  | 60 | Orecchie di conchiglia       | 15 aprile 1999   | Tonio Cartonio, Orco Bruno, Strega Rosarospa                                                               | Bruno Tognolini | I rumori              | "Canta sottovoce"              |
| 61  | 61 | Quanti passi devo fare?      | 16 aprile 1999   | Tonio Cartonio, Orco Bruno, Strega Rosarospa                                                               | Bruno Tognolini | Lontani/vicini        |                                |
| 62  | 62 | Doni Perdoni                 | 19 aprile 1999   | Tonio Cartonio, Strega Rosarospa, Fata Gaia                                                                | Bruno Tognolini | I doni                |                                |
| 63  | 63 | Orsacchiotti liberi!         | 20 aprile 1999   | Tonio Cartonio, Strega Rosarospa, Fata Gaia                                                                | Bruno Tognolini | I peluche             |                                |
| 64  | 64 | A come Orco                  | 21 aprile 1999   | Tonio Cartonio, Fata Gaia, Orco Bruno                                                                      | Bruno Tognolini | La scuola             | "Ali vocali"                   |
| 65  | 65 | Innagufarsi                  | 22 aprile 1999   | Tonio Cartonio, Strega Rosarospa, Fata Gaia, Orco Bruno, Gnomo Lampo, Gnomo Ronfo, Gnoma Linfa, Lupo Fosco | Mela Cecchi     | L'amore               |                                |
| 66  | 66 | Gli gnomi pompieri           | 23 aprile 1999   | Tonio Cartonio, Gnomo Lampo, Gnomo Ronfo, Gnoma Linfa, Lupo Fosco                                          | Mela Cecchi     | Fuoco/Pompieri        | "Gnomi pompieri"               |
| 67  | 67 | Uno scheletro per amico      | 26 aprile 1999   | Tonio Cartonio, Gnomo Lampo, Gnomo Ronfo, Gnoma Linfa                                                      | Mela Cecchi     | Lo scheletro          |                                |
| 68  | 68 | La Melevisione del futuro    | 27 aprile 1999   | Tonio Cartonio, Strega Rosarospa, Gnomo Lampo, Gnomo Ronfo, Gnoma Linfa                                    | Mela Cecchi     | Il futuro             |                                |
| 69  | 69 | La Milleuno Miglia           | 29 aprile 1999   | Tonio Cartonio, Gnomo Lampo, Gnomo Ronfo, Gnoma Linfa, Orco Bruno                                          | Bruno Tognolini | Le gare di corsa      | "La Milleuono Miglia"          |
| 70  | 70 | Pan per focaccia             | 30 aprile 1999   | Tonio Cartonio, Lupo Fosco, Fata Gaia                                                                      | Mela Cecchi     | Il pane               |                                |
| 71  | 71 | Forbice, carta e pietra      | 3 maggio 1999    | Tonio Cartonio, Gnomo Lampo, Gnomo Ronfo, Gnoma Linfa, Orco Bruno                                          | Bruno Tognolini | Morra cinese          |                                |
| 72  | 72 | Buonanotte Fantabosco        | 4 maggio 1999    | Tonio Cartonio, Fata Gaia, Gnomo Ronfo, Gnoma Linfa                                                        | Mela Cecchi     | Il sonno              | "Ninna Nanna del Fantabosco"   |
| 73  | 73 | Gli occhi delle mani         | 5 maggio 1999    | Tonio Cartonio, Strega Rosarospa, Lupo Fosco                                                               | Bruno Tognolini | Il tatto              |                                |
| 74  | 74 | Un giorno da pecore          | 6 maggio 1999    | Tonio Cartonio, Lupo Fosco, Fata Gaia                                                                      | Mela Cecchi     | Pecore e lana         |                                |
| 75  | 75 | Capelli d'erba               | 6 maggio 1999    | Tonio Cartonio, Gnomo Lampo, Gnomo Ronfo, Gnoma Linfa, Fata Gaia                                           | Bruno Tognolini | I capelli             | "La canzone dei capelli"       |
| 76  | 76 | Tonio fotografo              | 10 maggio 1999   | Tonio Cartonio, Strega Rosarospa, Fata Gaia, Orco Bruno, Gnoma Linfa, Gnomo Ronfo, Lupo Fosco              | Mela Cecchi     | La fotografia         |                                |
| 77  | 77 | Foglie di libri nel vento    | 11 maggio 1999   | Tonio Cartonio, Gnomo Lampo, Gnomo Ronfo, Gnoma Linfa, Orco Bruno                                          | Bruno Tognolini | I libri               | "I libri non finiscono mai"    |
| 78  | 78 | I cugini dei maiali          | 12 maggio 1999   | Tonio Cartonio, Lupo Fosco, Orco Bruno                                                                     | Mela Cecchi     | I maiali              |                                |
| 79  | 79 | Il vento Matteo              | 13 maggio 1999   | Tonio Cartonio, Lupo Fosco, Fata Gaia                                                                      | Bruno Tognolini | Il vento              |                                |
| 80  | 80 | La mela avvelenata           | 14 maggio 1999   | Tonio Cartonio, Gnomo Ronfo, Gnoma Linfa, Strega Rosarospa                                                 | Mela Cecchi     | Le mele               | "Un mantello per sparire"      |
| 81  | 81 | La pulizia del bosco         | 17 maggio 1999   | Tonio Cartonio, Fata Gaia                                                                                  | Bruno Tognolini | Pulizia del bosco     |                                |
| 82  | 82 | Pesciodì bu bu sette         | 18 maggio 1999   | Tonio Cartonio, Strega Rosarospa                                                                           | Mela Cecchi     | La superstizione      |                                |
| 83  | 83 | Mare in scatola              | 19 maggio 1999   | Tonio Cartonio, Orco Bruno                                                                                 | Bruno Tognolini | Il mare               |                                |
| 84  | 84 | L'orma di un sorriso         | 20 maggio 1999   | Tonio Cartonio, Lupo Fosco                                                                                 | Mela Cecchi     | Le orme               |                                |
| 85  | 85 | Oggetti smarriti             | 21 maggio 1999   | Tonio Cartonio, Gnoma Linfa                                                                                | Bruno Tognolini | Oggetti smarriti      |                                |
| 86  |    | SPECIALE CANZONI             | 23 maggio 1999   | Tonio Cartonio                                                                                             | Bruno Tognolini | Le canzoni            |                                |
| 87  | 86 | Il volo dell'aquilone        | 24 maggio 1999   | Tonio Cartonio, Gnomo Lampo                                                                                | Mela Cecchi     | Gli aquiloni          |                                |
| 88  | 87 | Sonni a occhi aperti         | 25 maggio 1999   | Tonio Cartonio, Gnomo Ronfo                                                                                | Bruno Tognolini | Il sonno              |                                |
| 89  | 88 | Ricordati di ricordare       | 26 maggio 1999   | Tonio Cartonio, Orco Bruno                                                                                 | Mela Cecchi     | I ricordi             |                                |
| 90  | 89 | Rosarospa campanara          | 27 maggio 1999   | Tonio Cartonio, Strega Rosarospa                                                                           | Bruno Tognolini | Suonare le campane    |                                |
| 91  | 90 | L'albero parlante            | 28 maggio 1999   | Tonio Cartonio, Fata Gaia, Lupo Fosco                                                                      | Mela Cecchi     | Gli alberi            |                                |
| 92  |    | SPECIALE CANZONI             | 30 maggio 1999   | Tonio Cartonio                                                                                             | Mela Cecchi     | Gli scambi            |                                |
| 93  | 91 | Il bucato di Tonio           | 31 maggio 1999   | Tonio Cartonio, Orco Bruno                                                                                 | Mela Cecchi     | La pulizia            |                                |
| 94  | 92 | Casa dolce casa              | 1 giugno 1999    | Tonio Cartonio, Fata Gaia                                                                                  | Mela Cecchi     | La casa               |                                |
| 95  | 93 | Con la carta si può          | 2 giugno 1999    | Tonio Cartonio, Strega Rosarospa, Gnoma Linfa, Gnomo Lampo, Gnomo Ronfo, Orco Bruno, Fata Gaia, Lupo Fosco | La carta        | "Con la carta si può" |                                |
| 96  | 94 | Pollicini verdi              | 7 giugno 1999    | Tonio Cartonio, Orco Bruno, Fata Gaia                                                                      | Bruno Tognolini | Piante e fiori        |                                |
| 97  | 95 | Il manto della noia          | 8 giugno 1999    | Tonio Cartonio, Gnomo Lampo, Gnomo Ronfo, Gnoma Linfa, Lupo Fosco                                          | Bruno Tognolini | La noia               |                                |
| 98  | 96 | Lo spaventapicchio           | 9 giugno 1999    | Tonio Cartonio, Fata Gaia, Lupo Fosco                                                                      | Bruno Tognolini | Versi degli animali   |                                |
| 99  | 97 | Tonio fotografo              | 10 giugno 1999   | Tonio Cartonio, Gnomo Lampo, Gnomo Ronfo, Gnoma Linfa, Strega Rosarospa, Fata Gaia, Orco Bruno             | Mela Cecchi     | La fotografia         |                                |
| 100 | 98 | La Giga Brace                | 11 giugno 1999   | Tonio Cartonio, Strega Rosarospa, Fata Gaia                                                                | Bruno Tognolini | La danza              | "La Giga Brace"                |
| 101 |    | SPECIALE DOMENICA            | 13 giugno 1999   | Tonio Cartonio                                                                                             | Bruno Tognolini | Le canzoni            |                                |
| 102 |    | SPECIALE DOMENICA            | 20 giugno 1999   | Tonio Cartonio, Strega Rosarospa, Orco Bruno, Fata Gaia, Gnomo Lampo, Gnoma Linfa, Gnomo Ronfo, Lupo Fosco | Mela Cecchi     | La scuola             |                                |
| 103 |    | SPECIALE DOMENICA            | 27 giugno 1999   | Tonio Cartonio, Gnoma Linfa, Gnomo Ronfo, Gnomo Lampo                                                      | Mela Cecchi     | La posta              | "Scrivimi, scrivimi"           |

## Con la carta si può!
Prima TV: 18 gennaio 1999
Personaggi: Tonio Cartonio, Gnomo Lampo, Gnoma Linfa, Gnomo Ronfo, Strega Rosarospa, Fata Gaia  ed Orco Bruno.
Trama: Tonio Cartonio vuole aprire il chiosco con una grande festa e chiede a Gnomo Lampo, a Gnoma Linfa e a Gnomo Ronfo di distribuire gli inviti a tutti. Purtroppo per vari motivi non ci riesce nessuno dei tre. Strega Rosarospa scopre che ci sarà una festa e, credendo di non essere stata invitata, decide di vendicarsi ma fortunatamente viene fermata in tempo e le viene spiegata la verità. Alla fine anche Fata Gaia ed Orco Bruno vengono invitati e scoprono che ci sarà una festa che al loro arrivo si potrà finalmente fare.
Canzone: Con la carta si può!, cantata la prima volta da Strega Rosarospa e la seconda volta da tutti i personaggi che appaiono nell'episodio.
Manualità: oggetti per trasportare gli inviti, festoni e altri oggetti di carta
Questo episodio è stato incluso nei Classici della Melevisione.

## Tipiditappi
Prima TV ita: 22 gennaio 1999
Personaggi: Tonio, Linfa, Ronfo e Lampo
Trama: Tonio sta preparando le sue bibite squisite quando si accorge che non ha più tappi da sughero per le bottiglie. Chiede aiuto ai tre gnomi per fargli avere i tappi necessari, gli gnomi accettato di aiutarlo ed iniziano a prendere la corteccia degli alberi per prepararsi al lavoro. Per la prima volta viene cantata la canzone Tipiditappi.
Ottenuti i tappi, il folletto offre ai suoi amici le sue bibite.
Tonio si congeda e chiude la puntata dicendo come sembrano i nuovi amici (gnomi, orco, fata ecc.) e che nei successivi giorni si sarebbero divertiti più che mai.
Canzone: Tipiditappi
Manualità: caravella di sughero
Questo episodio è stato incluso nei Classici della Melevisione.

## C'era una volta un re
Prima TV ita: 9 febbraio 1999
Personaggi: Tonio Cartonio, Gnomo Lampo, Gnomo Ronfo, Gnoma Linfa
Trama: Re Quercia, il Sovrano del Fantabosco, si è ammalato di Tristite, una bruttissima malattia di fiaba che toglie le forze e il sorriso. Al Castello del Re, pertanto, sono tutti preoccupati e cercano in tutti i modi di curarlo. Tonio, Linfa, Lampo e Ronfo uniscono le loro forze e iniziano a pensare ad una soluzione: alla fine è il velocissimo Lampo che si reca al Castello per provare a far guarire il Sovrano.
Canzone: nessuna
Manualità: corona d'oro
Questo episodio è stato incluso nei Classici della Melevisione.

## Drago Focus
Prima TV ita: 4 marzo 1999
Personaggi: Tonio Cartonio, Strega Rosarospa, Fata Gaia
Trama: Radio Gufo annuncia una notizia allarmante: Drago Focus, il drago del Fantabosco, ha imprigionato Fata Gaia nella sua caverna. Tonio decide dunque di partire per la pericolosa missione, ma Strega Rosarospa glielo impedisce: andrà lei a salvare la Fata, fingendo di essere un cavaliere. Ma nel momento in cui Drago Focus imprigiona anche la Strega, sarà un’idea folletta di Tonio a salvare tutti dalle fauci infuocate del Drago.
Canzone: C'era una volta
Lavoretto: elmo e spada
Questo episodio è stato incluso nei Classici della Melevisione.